# Kohl Sudduth
Walter Kohl Sudduth (* 8. August 1974 in Granada Hills, Kalifornien) ist ein US-amerikanischer Schauspieler.
Kohl Sudduth wuchs in Circleville, Ohio auf. Er ist der Bruder des Schauspielers Skipp Sudduth.
Sudduth wirkte in vielen Theaterstücken auf der Highschool mit, bevor er an der Universität von Ohio die Musik für sich entdeckte. Er war Gitarrist und Sänger in der dort ansässigen Punkband Edison, in der außerdem Stephen Duirk (Bassgitarre) und Mike Thorne (Gitarre) spielten. Er schloss die Universität mit einem Bachelor of Arts in Englisch ab und ging mit 21 Jahren nach New York City, um dort eine Schauspielkarriere zu beginnen. Zunächst arbeitete er im Red Room, einem Improvisations-/ Sketch-/ Comedy-Theater.
Kohl Sudduth spielt Bass in der Band Minus Ted seines Bruders Skipp. Er interessiert sich für Bergklettern und spielt Basketball. Seine Freizeit verbringt er in New York City wie auch in Los Angeles.

## Filmografie
- 1998: Dating Games
- 1998: Illuminata
- 1998: Studio 54 (54)
- 1998: Rounders
- 1999: Bowfingers große Nummer (Bowfinger)
- 2000: The Last Supper
- 2000: Table One
- 2000: Road Trip
- 2000: Starlets (Grosse Pointe)
- 2000: Cora Unashamed
- 2002: Groupies Forever (The Banger Sisters)
- 2005–2015: Jesse Stone Reihe
  - 2005: Jesse Stone: Eiskalt (Stone Cold)
  - 2006: Jesse Stone: Knallhart (Jesse Stone: Night Passage)
  - 2006: Jesse Stone: Totgeschwiegen (Jesse Stone: Death in Paradise)
  - 2007: Jesse Stone: Alte Wunden (Jesse Stone: Sea Change)
  - 2009: Jesse Stone: Dünnes Eis (Jesse Stone: Thin Ice)
  - 2010: Jesse Stone: Ohne Reue (Jesse Stone: No Remorse)
  - 2011: Jesse Stone: Verlorene Unschuld (Jesse Stone: Innocents Lost)
  - 2012: Jesse Stone: Im Zweifel für den Angeklagten (Jesse Stone: Benefit of the Doubt)
  - 2015: Jesse Stone: Lost in Paradise
- 2005: The Notorious Bettie Page
- 2006: Criminal Intent – Verbrechen im Visier (Law & Order: Criminal Intent, Fernsehserie, Folge 6x07 Country Crossover)

### Gastauftritte
- 1998: Sex and the City als Jon, Folge 1.04
- 1999: Law & Order: New York (Law & Order: Special Victims Unit) als Riley Couger, Folge 1.06